# بيرسي ويثيرال
بيرسي ويثيرال (بالإنجليزية: Percy Weatherall)‏ هو شخصية أعمال بريطاني، ولد في 1957.